# Маллинг Хаушульц, Матильда
Матильда Йоханна Маллинг Хаушульц (дат. Mathilde Johanne Malling Hauschultz; 2 декабря 1885, Копенгаген — 30 декабря 1929, Копенгаген) — датская юристка и первая женщина-политик в стране. Она была одной из первых четырёх женщин, избранных в Фолькетинг (датский национальный парламент) в 1918 году.

## Биография
Матильда Йоханна Маллинг родилась 2 декабря 1885 года в Копенгагене. Она была дочерью адвоката верховного суда Густава Фредерика Людвига Вильхельма Шнайдера Маллинга (1855—1919) и Гортензии Мартины Мальмберг (1860—1946). Выросшая в богатой среде Матильда окончила школу Лауры Энгельгардт в 1905 году, после чего изучала юриспруденцию в Копенгагенском университете, получив степень кандидата юридических наук в 1911 году.
Она сразу же поступила на работу в юридическую фирму своего отца, став адвокатом верховного суда и помощницей своего отца в 1914 году. В 1915 году она вышла замуж за юриста верховного суда Рудольфа Хаушульца (1884—1958), с которым она взяла на себя управление делом своего отца после его смерти в 1919 году. Следуя по стопам Хенни Магнуссен, она зарекомендовала себя хорошим адвокатом.
На политическом фронте Маллинг была активной сторонницей улучшения национальной обороны, присоединившись в 1907 году к Датской ассоциации женской обороны (дат. Danske Kvinders Forsvarsforening). В 1914 году она стала соучредителем Датской женской консервативной ассоциации (дат. Danske Kvinders konservative Forening), первой партийно-политической женской организации. К 1918 году она стала широко известна благодаря своему влиянию на повестку Консервативной народной партии, где она также выступала за выдвижение женщин на выборах 1918 года. Поэтому неудивительно, что не только она, но и её коллега Карен Анкерстед были избраны в Фолькетинг в качестве представителей Консервативной народной партии. Также в парламент были избраны две другие женщины: Хельга Ларсен от социал-демократов и Эльна Мунк от социал-либералов.
После смерти Анкерстед в 1921 году Маллинг осталась единственной женщиной от консерваторов в Ригсдаге. Она боролась за улучшение правовых условий для домохозяек и детей, в то же время продолжая призывать к улучшению национальной обороны. Она часто публиковалась в журналах и газетах.
По-видимому, в результате чрезмерной физической нагрузки она умерла от инсульта 30 декабря 1929 года, когда ей было всего 44 года. Похоронена на кладбище Ассистенс в Копенгагене.